# Gen BMP15
Gen BMP15 kodira beljakovino, imenovano kostna morfogena beljakovina 15 (angl. Bone Morphogenetic Protein 15).
Beljakovina BMP15 spada v naddružino transformirajočih rastnih dejavnikov β. Gre za parakrino signalno molekulo, pomembno za razvoj oocitov in jajčnikovih foliklov. Z uporabo odtisa Northern so ugotovili, da se BMP15 izraža le v jajčnikih. Ta beljakovina naj bi bila vključena v zorenje oocitov in folikularni razvoj bodisi kot homodimer bodisi kot heterodimer s sorodno beljakovino, rastnim diferenciacijskim dejavnikom 9.

## Mutacija Inverdale
V genu BMP15 so pri ovcah nedavno odkrili točkovno mutacijo, imenovano Inverdale (alel I). Pri samicah z dvema mutiranima mutacijama (II) je normalni razvoj foliklov povsem zavrt, pri le eni kopiji mutiranega gena (I+) pa je hitrost ovulacije pospešena.
Mutirani alel "Inverdale"  (oznaka FecXi) so odkrili pri pasmi ovac Romney. Ta gen lahko vpliva na povečano plodnost oziroma na neplodnost živali, ki so nosilke tega gena.

### Opis fenotipa
Mutacija gena se pojavlja na kromosomu X, ki pri heterozigotih (FecXi/FecX+) povzroča povečano stopnjo ovulacije, s tem pa povečano število rojstvo dvojčkov in trojčkov. Vendar pa se pri homozigotih (FecXi/FecXi) pojavijo okvare jajčnikov oziroma neplodnost živali. Tvorba foliklov v zgodnjih fazah poteka pr homozigotih normalno, okvare se pojavijo šele v primarni fazi razvoja, ki pa so nepopravljive. Takšnemu izražanju alelov pravimo tudi naddominanca.

### Vzrok
Mutacijo FecXi povzroči prepis baze T v A na nukleotidnem mestu 92. Pri mutaciji se valin zamenja z asparginsko kislino.

## Mutacija Hanna
Druga družina ovac, ki ni v sorodu s pasmo Romney, ima prav tako mutacijo, vezano na kromosom X, imenovano Hanna (FecXh). Križanje živali s FecXi in FecXh producira živali FecXi/FecXh, katerih samice so prav tako neplodne in se fenotipsko ne razlikujejo od FecXi/FecXi samic pri pasmi Romney.
Lokus FecXi naj bi se nahajal na isti kromosomski regiji, ki vsebuje BMP15. 

### Vzrok
Mutacijo FecXh povzroča samostojen prepis baze C v T na  položaju 67. nukleotida na peptidu, ki povzroči prezgodnji zaključni kodon namesto glutaminske kisline. Posledica takšnega prezgodnjega zaključevanja je najverjetneje popolna izguba funkcije gena BMP15.

## Metode odkrivanja gena
- kartiranje genske povezanosti (angl. linkage mapping)
- detekcija mutacije
- molekularno modeliranje
- odtis Northern
- RT–PCR